# In fiamme
In fiamme (El cuerpo en llamas) è una miniserie televisiva poliziesca spagnola del 2023 scritta da Laura Sarmiento e diretta da Jorge Torregrossa e Laura Mañá. È interpretato da Úrsula Corberó, Quim Gutiérrez e José Manuel Poga.

## Trama
Ambientato nel 2017, la trama è una romanzazione del vero Delitto della Guàrdia Urbana. Quando il corpo bruciato di Pedro, un poliziotto, viene trovato nel bacino idrico di Foix, vicino a Barcellona, la trama si addentra nel groviglio di relazioni tossiche, tradimenti, violenze e scandali sessuali che coinvolgono Pedro e due colleghi agenti.

## Episodi
| n° | Titolo originale  | Titolo italiano  | Prima TV Spagna  | Prima TV Italia  |
| -- | ----------------- | ---------------- | ---------------- | ---------------- |
| 1  | El pantano        | Il bacino idrico | 8 settembre 2023 | 8 settembre 2023 |
| 2  | Dos Rosas         | Le due Rosa      | 8 settembre 2023 | 8 settembre 2023 |
| 3  | La caída          | La caduta        | 8 settembre 2023 | 8 settembre 2023 |
| 4  | Navidad           | Natale           | 8 settembre 2023 | 8 settembre 2023 |
| 5  | El amor           | L'amore          | 8 settembre 2023 | 8 settembre 2023 |
| 6  | Lo imposible      | L'impossibile    | 8 settembre 2023 | 8 settembre 2023 |
| 7  | Frente a frente   | Faccia a faccia  | 8 settembre 2023 | 8 settembre 2023 |
| 8  | 1 de mayo de 2017 | 1º maggio 2017   | 8 settembre 2023 | 8 settembre 2023 |

## Produzione
La serie è una produzione Arcadia Motion Pictures. Le riprese sono durate da settembre a ottobre 2022 e si sono svolte a Barcellona.

## Distribuzione
La serie ha debuttato su Netflix l'8 settembre 2023.

## Riconoscimenti
- 2023 - 70th Ondas Awards[4]
  - Miglior attrice televisiva a Úrsula Corberó

- 2023 - 29th Forqué Awards[5]
  - Candidatura per la miglior serie televisiva
  - Candidatura per la miglior attrice in una serie televisiva a Úrsula Corberó

- 2024 - 11th Feroz Awards[6]
  - Candidatura per la miglior serie drammatica
  - Candidatura per la miglior sceneggiatura di una serie a Laura Sarmiento, Eduard Sola, Carlos López e José Luis Martín
  - Candidatura per la miglior attrice protagonista in una serie a Úrsula Corberó
  - Candidatura per il miglior attore protagonista di una serie a Quim Gutiérrez
  - Candidatura per il miglior attore non protagonista in una serie a José Manuel Poga

- 2024 - 32nd Actors and Actresses Union Awards[7][8]
  - Candidatura per la miglior attrice televisiva protagonista a Ursula Corberó
  - Miglior attore televisivo protagonista a Quim Gutiérrez

- 2024 - 11th Platino Awards[9]
  - Candidatura per la miglior miniserie o serie televisiva
  - Candidatura per la Miglior attrice in una miniserie o serie televisiva a Úrsula Corberó